# Henry Bonnier
Pour les articles homonymes, voir Bonnier.
Henry Bonnier, né le 21 février 1932 à Lavelanet et mort à Apt le 14 avril 2021, est un écrivain et critique littéraire français. Sa dernière publication est Une passion marocaine, parue aux Éditions du Rocher en février 2015.

## Biographie
Henry Bonnier est né à Lavelanet, en Ariège, le 21 février 1932. Après des études secondaires au collège d'Apt, puis au collège Lacordaire, à Marseille, il a séjourné en Allemagne et en Suisse. En 1955, il a épousé Régine Legros, à Marseille, avec qui il a eu deux enfants, Florence et Erick. Il est décédé le 14 avril 2021 à Apt et inhumé à Saignon (Vaucluse).
Il a commencé sa carrière de journaliste en entrant comme critique littéraire au Provençal en 1960, puis à la Dépêche du Midi en 1962. Puis à partir de 1969, il a publié chaque semaine un feuilleton littéraire dans le Méridional.
Il se lance dans la carrière d'éditeur, lorsqu'il est appelé en 1968 à seconder Jean Mistler, alors directeur littéraire de la Librairie Hachette. En 1969, il devient directeur littéraire des Éditions Weber-Skira, ainsi que conseiller littéraire des Éditions Flammarion. En 1972, il est nommé directeur littéraire des Éditions Albin Michel, poste qu’il a occupé pendant quinze ans et qu’il a quitté en 1987. Nommé alors conseiller littéraire à la direction générale du Groupe de la Cité, il devient en 1990, conseiller du président des Éditions du Rocher. Plus récemment, il a été fondateur et directeur littéraire aux Éditions Koutoubia, puis à Encre d'Orient.
Durant sa carrière, Henry Bonnier écrit une trentaine de romans, livres d'art, essais et éditions critiques. Auteur engagé, il est également à l'origine de mouvements de défense de la culture, notamment auprès de Jack Lang.

## Carrière d'éditeur
En tant qu’éditeur, Henry Bonnier a favorisé la publication de nombreux ouvrages, entre autres :
Domaine étranger :
- Le Défi, de Hassan II, ancien roi du Maroc
- Réponse à l'Histoire, du  Shah d’Iran
- La Turquie en Europe, de Turgut Özal, ancien président de Turquie
- Mémoires de Mikhaïl Gorbatchev, ancien Secrétaire général du Parti communiste de l’Union soviétique

Dans le domaine français, il a encouragé plusieurs acteurs à écrire, notamment :
- Jean Marais[4]
- Line Renaud
- Edwige Feuillère

À ceux-ci s’ajoutent de nombreux écrivains :
- Maurice Druon
- Michel Droit
- Philippe Ragueneau
- Jean Raspail
- André Chouraqui
- Jean-Pierre Elkabbach
- Nicole Avril
- Alain Vircondelet
- Olivier Germain-Thomas

Il a aussi contribué à la publication d'ouvrages de personnalités politiques :
- Le « comte de Paris »
- Jean-Claude Gaudin
- René Monory
- Michel Poniatowski
- Charles Pasqua
- Edmond Alphandéry
- René Andrieu

Enfin, il a créé de nombreuses collections :
- « Histoires secrètes des provinces françaises »
- « L’Aventure humaine »
- « Les Cahiers de l’Hermétisme »
- « La Bibliothèque de l’Hermétisme »
- « Présence de l’Islam »

## Carrière d'auteur
Henry Bonnier a écrit une trentaine d'ouvrages, principalement des romans, mais aussi des livres d'art, des essais et des éditions critiques.

### Romans

#### Romans de fiction
- Delphine, Albin Michel, 1967 ; Éditions du Rocher, 2006
- L'amour des autres, Albin Michel, 1970, Livre de Poche, 1978 ; Éditions du Rocher, 2007
- Un Prince, Albin Michel, 1973 ; Livre de Poche, 1976 ; Éditions du Rocher, 2007
- Une journée dans la vie d'Henri, Albin Michel, 1976
- Le cœur violé, Albin Michel, 1978
- L’enfant du mont Salvat, Albin Michel, 1980 ; livre de poche, 1985
- Le moko, Albin Michel, 1985
- L’enfant soldat, Albin Michel, 1987
- Le retour de Siegfried, Éditions Bernard de Fallois, 1990
- Un rêve de pierre, Éditions Lattès, 1994
- Le christ ressuscité à Patmos, Éditions du Rocher, 1998
- Les amants de Bruges, Éditions du rocher, 2006

#### Romans autobiographiques
- La cathédrale de cristal, Éditions du Rocher, 1999
- Madame, Éditions du Rocher, 2000
- Je vous parle de si loin, Éditions du Rocher, 2003

#### Romans spirituels
- Lettres à Nathanaël, Éditions du Rocher, 1996
- Journal d’une conversion, Éditions du Rocher, 2005
- Journal d’une confession, Éditions du Rocher, 2008, couronné du prix Louis Barthou de l'Académie française[5].
- Journal d’une initiation, Éditions Erick Bonnier, coll. Encre d’Orient, 2011

### Livres d’art
- L’univers de Rembrandt, Screpel
- L’univers d’Hercule Seghers, Screpel
- François Boucher, Screpel
- Jean Cardot, Adam Biro
- Femmes, illustré de gravures de Jean-Marie Granier

### Essais
- Albert Camus, ou la force d’être, Emmanuel Vitte
- "Joë bousquet", in Une bibliothèque d’écrivains, Éditions du Rocher
- Cinquante écrivains pour un anniversaire (pour le cinquantième anniversaire du prix prince Pierre de Monaco)
- "Un ami nommé Moulay Ahmed Alaoui", in Moulay Ahmed Alaoui, la passion et le verbe, 2011
- Une passion marocaine, Éditions du Rocher, 2015
- De sang et de larmes, Editions Erick Bonnier, 2017
- Nuits de lumière, Editions Erick Bonnier, 2018
- André Chouraqui. Un prophète parmi nous, Editions Erick Bonnier, 2019

### Éditions critiques
- Œuvres complètes de Vauvenargues, Hachette, prix Bordin de l'Académie française en 1969
- La confession d’un enfant du siècle, d’Alfred de Musset, Club français du livre
- Sur l’eau, de Guy de Maupassant, Club français du livre
- Œuvres complètes de Victor Hugo, Club français du livre
- L’amant, de Mireille Sorgue, Albin Michel
- Lettres à l’amant, de François Solesmes, Albin Michel
- L’amante, de François Solesmes, Albin Michel
- Le cahier noir, de Joë Bousquet, Albin Michel

## Distinctions
Henry Bonnier a reçu en 1982 le grand prix de la critique de l'Académie française pour l'ensemble de son œuvre. De plus, il est chevalier de la Légion d'honneur, officier des Arts et des Lettres, maître ès-jeux de l’Académie des Jeux Floraux de Toulouse, membre-correspondant de l’Académie de Marseille.
Il siège dans de nombreux jurys littéraires : prix André Malraux du livre d’art, prix Méditerranée, grand prix littéraire de Provence, prix de la nouvelle, prix des écrivains croyants, prix des Spiritualités d’aujourd’hui, prix du livre incorrect, prix Honneur et patrie (de sa création jusqu'en 2019).
Ancien vice-président des Amis de l’Internationale de la Résistance.